# Об'єднане королівство Нідерландів

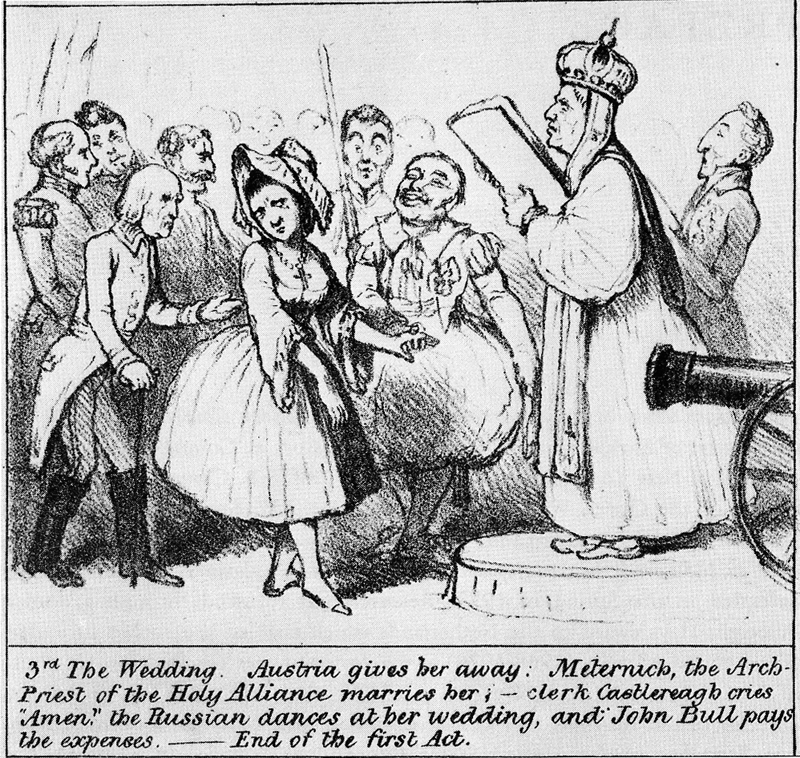
Британська карикатура, що висміює "весілля" Бельгії та Нідерландів на Віденському конгресі

Мапа Об'єднаного Королівства Нідерландів

Об'єднане нідерландське королівство (1815—1839; нід. Verenigd Koninkrijk der Nederlanden, фр. Royaume-Uni des Pays-Bas) — неофіційна назва, що використовується для позначення нової європейської держави, яка виникла після розпаду Першої французької імперії за рішенням Віденського конгресу 1815 року. Нова держава, офіційно звана «Нідерландське королівство» (нід. Koninkrijk der Nederlanden, фр. Royaume des Belgiques), об'єднала колишні території Республіки Семи об'єднаних провінцій Нідерландів на півночі, Австрійських Нідерландів на півдні, а також Льєзьке єпископство. Династія Оранських-Нассау стала монархами нового королівства.
Об'єднане королівство розпалося в 1830 в ході Бельгійської революції. Король Віллем I відмовився визнати незалежність Бельгії, поки в 1839 не був до цього примушений Лондонською угодою.

### Нотатки
1. ↑  Королівство не перестало існувати в цей час і продовжує існувати до наших днів, однак це було тоді, коли Бельгія та Люксембург більше не перебували під юрисдикцією голландської корони